# Maurice Duverger
Maurice Duverger (Angoulême, 5 giugno 1917 – Parigi, 16 dicembre 2014) è stato un giurista, politologo e politico francese, esperto di diritto pubblico e, in particolare, di diritto costituzionale.
È stato uno dei più importanti politologi del XX secolo, ed è considerato il padre della scienze politiche in Francia; è stato inoltre europarlamentare per il Partito Comunista Italiano.

## Biografia

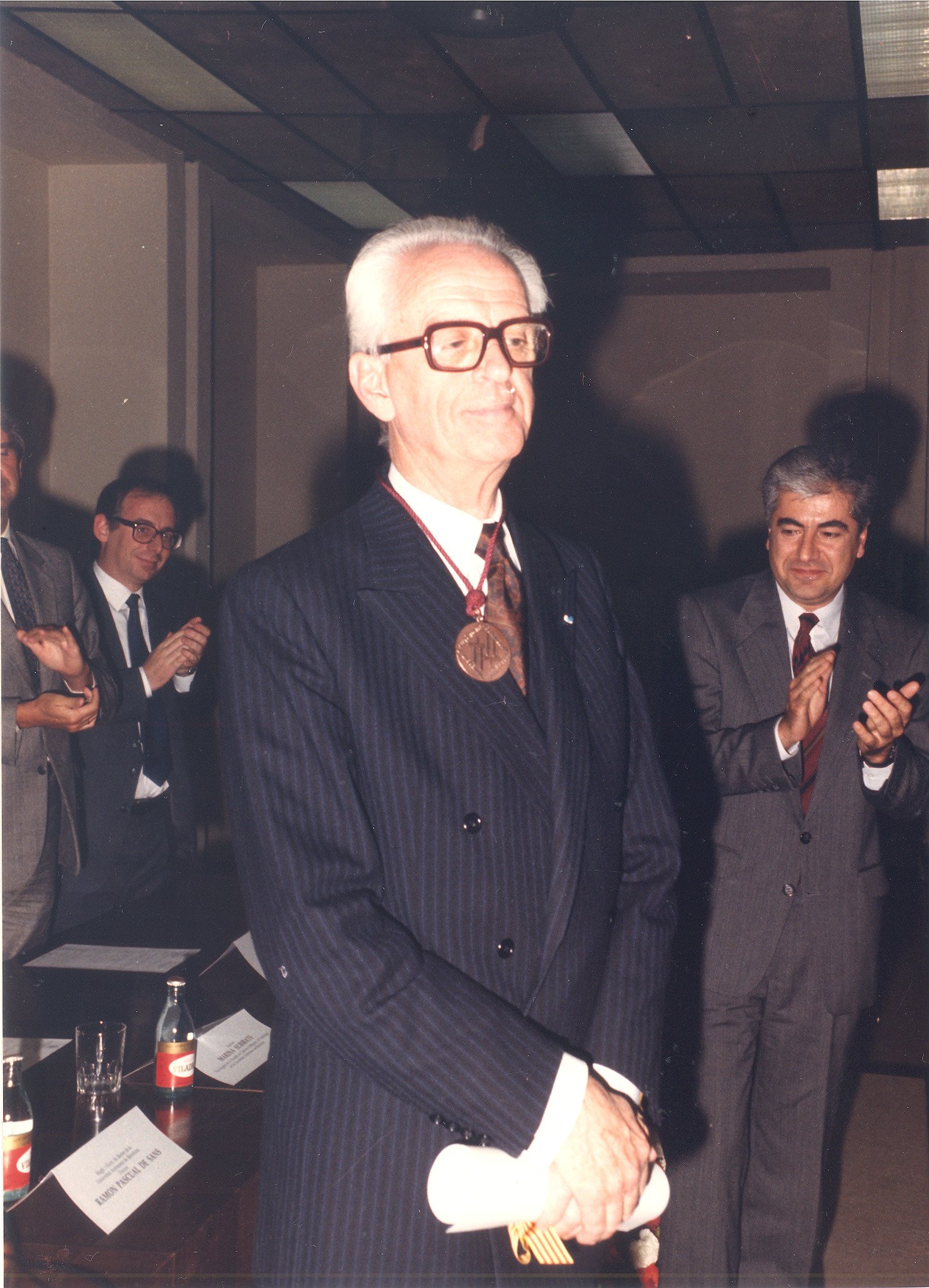
Maurice Duverger riceve la laurea honoris causa nel 1988

Iniziò la sua carriera di giurista all'Università di Bordeaux. Duverger ebbe un ruolo molto importante nelle scienze politiche, insegnò alla Sorbona e nel 1948 fondò la prima facoltà di scienze politiche di Bordeaux. Egli pubblicò molti libri e articoli su quotidiani e riviste, specialmente per il quotidiano francese Le Monde.
Cattolico, vicino al padre domenicano Jean-Augustin Maydieu (teorico del "laburismo cristiano"), fu da questi dissuaso dall'entrare nel democristiano Movimento Repubblicano Popolare.
Dal 1946 iniziò a studiare sistemi elettorali e partiti politici, pubblicando nel 1951 il suo primo libro, Les partis politiques.
Insieme al costituzionalista Georges Vedel, fu membro del Club Jean Moulin e un grande critico della debolezza della Quarta Repubblica francese. Insieme, i due ipotizzarono un sistema elettorale che prevedeva l'elezione diretta del Primo ministro e di una Camera con maggioranza a lui legata; tale modello sarà poi da ispirazione, in Italia, per la legge sull'elezione dei sindaci (1993) e per la riforma dell'elezione dei presidenti di regione (tramite la legge Tatarella e la legge costituzionale 22 novembre 1999, n. 1).
Iniziata la Quinta Repubblica, nel 1962 fece campagna per il "Sì" nel referendum sull'elezione diretta del Presidente della Repubblica. Avvicinatosi al Partito Socialista, fu uno dei consiglieri più vicini a François Mitterrand.
Alle elezioni europee del 1989 fu eletto europarlamentare italiano nella lista del Partito Comunista Italiano.

## Pensiero
Caratteristica innovativa di Duverger è quella di non separare l'analisi giuridico-costituzionale da quella politica del sistema dei partiti.
Inventò la teoria conosciuta come Legge di Duverger, descritta in diversi articoli pubblicati negli anni cinquanta e sessanta, la quale sostiene che un sistema maggioritario a turno unico tende al bipartitismo. Duverger analizzò e studiò il sistema politico francese e coniò il termine "semi-presidenzialismo".

## Opere
- Les partis politiques, Parigi, A. Colin, 1951.
- La participation des femmes à la vie politique, Parigi, UNESCO, 1955.
- Les finances publiques (1956)
- The French Political System, Chicago, University of Chicago press, 1958.
- Méthodes de la science politique, Parigi, Presses universitaires de France, 1959.
- De la dictadure (1961)
- Méthodes de sciences sociales, Parigi, Presses universitaires de France, 1961.
  -  I metodi delle scienze sociali, Milano, Edizioni di Comunità, 1963.
- Introduction à la politique, Parigi, Gallimard, 1964, ISBN 2-07-032322-6.
- Sociologie politique, Parigi, Presses universitaires de France, 1966.
- The Idea of Politics. The Uses of Power in Society, Londra, Methuen & Co., 1966, ISBN 0-416-69430-6.
- La démocratie sans les peuple, Parigi, Editions du Seuil, 1967.
  -  La democrazia senza popolo, Bari, Dedalo, 1968.
- Institutions politiques et Droit constitutionnel (1970)
- Janus. Les deux faces de l'Occident, Parigi, Fayard, 1972.
  -  Giano. Le due facce dell'Occidente, Milano, Edizioni di Comunità, 1976, ISBN 88-245-0016-1.
- Sociologie de la politique. Elements de science politique, Parigi, Presses universitaires de France, 1973.
  -  Sociologia della politica. Elementi di scienza politica, Milano, Sugarco, 1998, ISBN 88-7198-430-7.
- Lettre ouverte aux socialistes, Parigi, Albin Michel, 1976, ISBN 2-226-00326-6.
- L'autre côté des choses, Parigi, Albin Michel, 1977.
- Echec au roi, Parigi, Albin Michel, 1978, ISBN 2-226-00580-3.
- King's Mate (1978)
- Les orangers du Lac Balaton, Parigi, Editions du Seuil, 1980, ISBN 2-02-005469-8.
- (a cura di)  Le concept d'empire, Parigi, Presses universitaires de France, 1980, ISBN 2-13-036327-X.
- La République des citoyens, Parigi, Ramsay, 1982, ISBN 2-85956-311-3.
- (a cura di)  Dictatures et légitimité, Parigi, Presses universitaires de France, 1982, ISBN 2-13-037344-5.
- Finances publiques, Parigi, Presses universitaires de France, 1984, ISBN 2-13-038421-8.
- Le systeme politique francais, Parigi, Presses universitaires de France, 1985, ISBN 2-13-038980-5.
- Breviare de la cohabitation, Parigi, Presses universitaires de France, 1986, ISBN 2-13-039638-0.
- (a cura di)  Les regimes semi-presidentiels, Parigi, Presses universitaires de France, 1986, ISBN 2-13-039343-8.
- La cohabitation des français, Parigi, Presses universitaires de France, 1987, ISBN 2-13-041498-2.
- La nostalgie de l'impuissance, Parigi, Albin Michel, 1988, ISBN 2-226-03491-9.
- Maurice Duverger, Giovanni Sartori, Los sistemas electorales, San José, CAPEL, 1988, ISBN 997752033X.
- Le lievre liberal et la tortue europeenne, Parigi, Albin Michel, 1990, ISBN 2-226-03957-0.
- Europe des hommes. Une metamorphose inachevee, Parigi, Editions Odile Jacob, 1994, ISBN 2-7381-0262-X.
  -  L'Europa degli uomini, Milano, Rizzoli, 1994, ISBN 88-17-84350-4.
- L'Europe dans tous ses etats, Parigi, Presses universitaires de France, 1995, ISBN 2-13-046892-6.